# Gare de Goderville
La gare de Goderville est une gare ferroviaire française de la ligne du Havre-Graville à Tourville-les-Ifs située sur le territoire de la commune de Goderville dans le département de la Seine-Maritime en région Normandie.
Elle est ouverte en 1896 par la compagnie des chemins de fer de l'Ouest (Ouest). Elle est fermée au cours du XXe siècle

## Situation ferroviaire
Établie à 129 mètres d'altitude, la gare de Goderville est située au point kilométrique (PK) 249,134 de la ligne du Havre-Graville à Tourville-les-Ifs, entre les gares fermées d'Écrainville et des Ifs.
La ligne n'est plus exploitée entre les gares de Rolleville et des Ifs.

## Histoire
La gare de Goderville est mise en service le 24 décembre 1896, par la compagnie des chemins de fer de l'Ouest (Ouest), lorsqu'elle ouvre à l'exploitation la ligne de Montivilliers aux Ifs.
La desserte des voyageurs est fermée une première fois en 1938, rouverte en 1942, est de nouveau fermée en avril 1970. La ligne a encore été exploitée pour un trafic marchandises, entre Criquetot-l'Esneval et les Ifs, jusqu'en 1987.

## Service des voyageurs
Gare fermée située sur un tronçon de ligne non exploité.

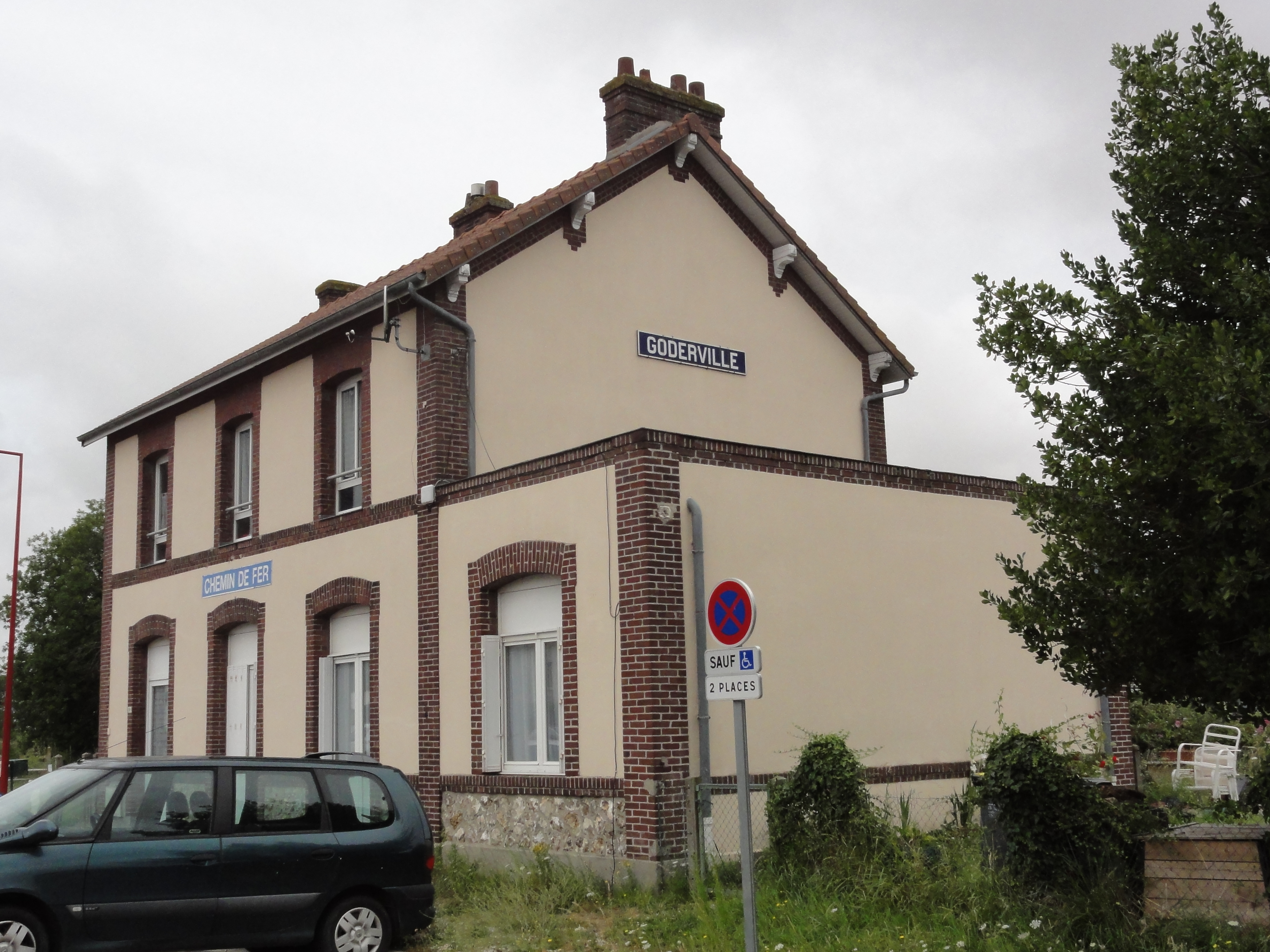
La gare en 2019.

## Patrimoine ferroviaire
L'ancien bâtiment voyageurs d'origine est toujours présent, actuel restaurant « l'auberge des Voyageurs » ainsi que la maison du garde barrière réhabilitée il y a quelques années en maison individuelle.